# Cerchysius marginalis
Cerchysius marginalis är en stekelart som beskrevs av Xu och He 2003. Cerchysius marginalis ingår i släktet Cerchysius och familjen sköldlussteklar. Inga underarter finns listade i Catalogue of Life.